# قاسملو (أرومية)
قاسملو هي قرية في مقاطعة أرومية، إيران. عدد سكان هذه القرية هو 447 في سنة 2006.